# Willem I van Brederode

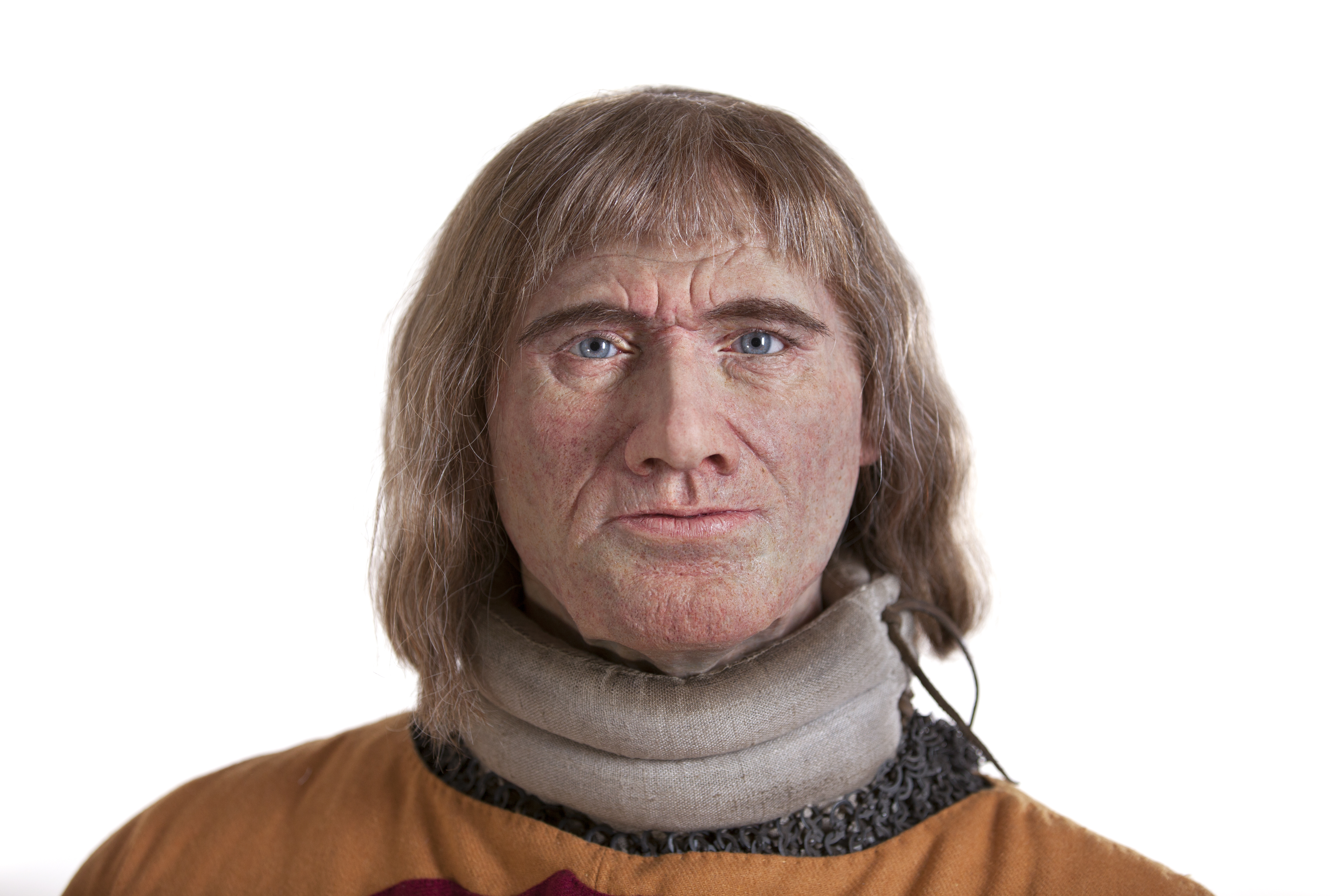
Willem I van Brederode, gezichtsreconstructie

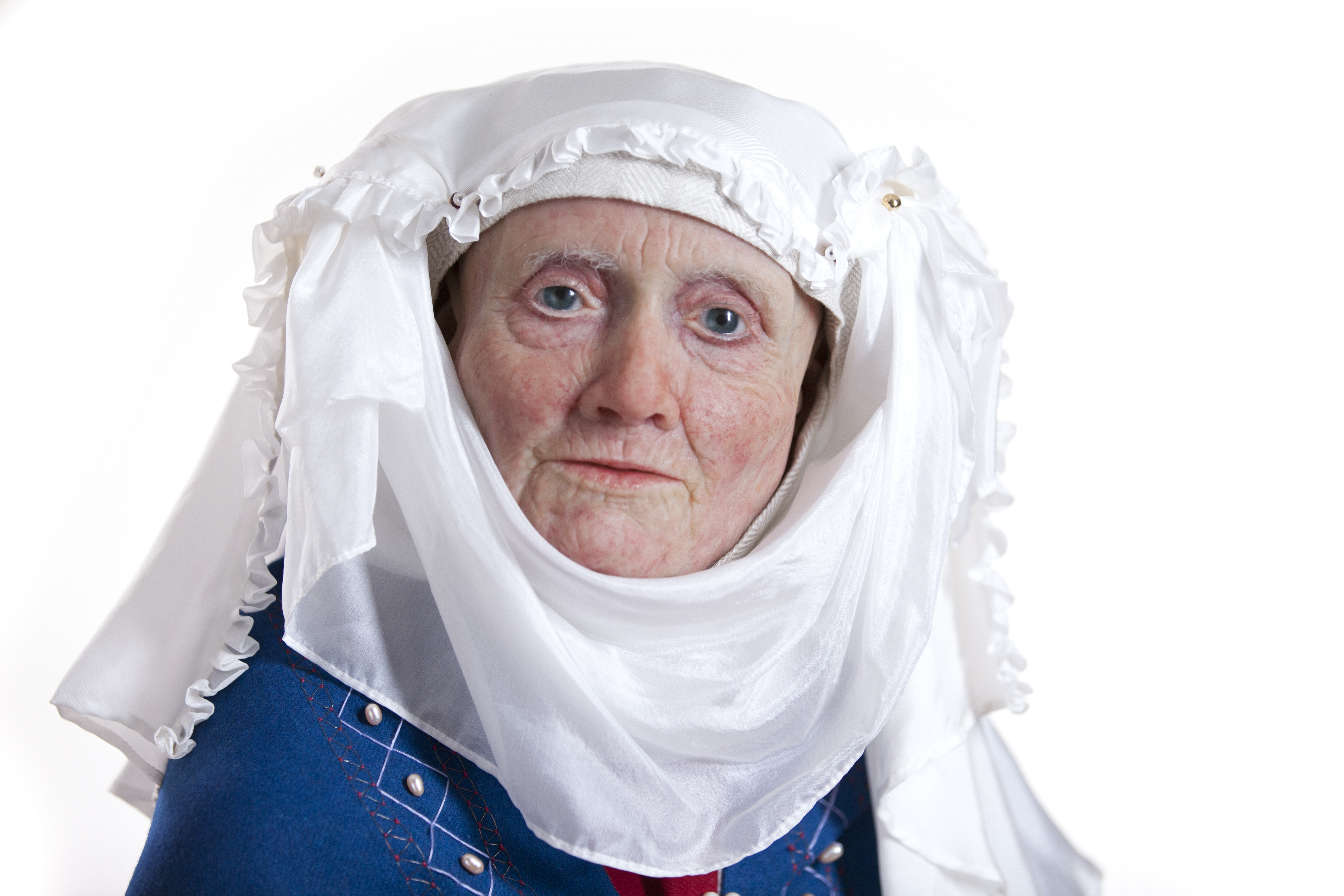
Hillegonda van Voorne, gezichtsreconstructie

Willem van Brederode (Santpoort, 1226/30 - Velsen, 3 juni 1285) was heer van Brederode, hij stamt af van de heren van Teylingen, die verwant waren aan de graven van Holland.
Hij was een zoon van Dirk I van Brederode en Alvaradis van Heusden. Willem werd pas in 1244 als heer van Brederode erkend, mede omdat hij in voorgaande jaren nog minderjarig was. Van Brederode trok in 1248/49 met Willem II van Holland mee op veldtocht tegen de opstandelingen boven de Rijn in het Ruhrgebied, in 1256 herhaalde hij dit tegen de West-Friezen. Hij werd in 1255 tot ridder geslagen en in 1269 benoemd tot baljuw van Kennemerland. In 1272 zegde hij militaire bijstand toe aan gravin Aleid van Holland. Op 25 juni 1282 werd hij beleend met de gerechten van Goudriaan, Hardinxveld, Papendrecht, Peursum en Slingeland.
In de tweede helft van de 13e eeuw stichtte hij Kasteel Brederode bij Santpoort-Zuid door de bouw van een woontoren. De naam Brederode verwijst naar een stuk bosgrond (Brede Roede) dat gerooid werd, waarop het kasteel is gebouwd. Het kasteel vormde onderdeel van de hoge heerlijkheid Brederode, waarmee de heren van Brederode in de 13e eeuw door de graaf van Holland waren beleend. Na zijn dood liet zijn zoon Dirk II van Brederode een vierkant kasteel liet optrekken.
Willem werd na zijn dood begraven in de Brederodekapel van de Engelmunduskerk te Velsen.
Willem huwde in 1254 met Hillegonda van Voorne, uit het huwelijk kwamen zeven kinderen voort:
- Dirk II de Goede van Brederode 1256-1318 - opvolger
- Alverade van Brederode 1258-1323, was gehuwd met Herman VI van Woerden, een van de verraadplegers op graaf Floris V van Holland.
- Rikairde van Brederode ±1263-1303
- Floris I (Florentius) van Schoten ( Adrichem) ±1265-1327
- Aleid van Brederode 1260-1333
- Theodericus (bastaardzoon ?) de Schoten <1297-?
- Willem Ver Margrietsone (bastaardzoon) van Brederode ?-1317

## Reconstructies
De provincie Noord-Holland heeft driedimensionale gezichtsreconstructies laten maken van het Middeleeuwse ridderechtpaar Willem I en Hillegonda van Brederode. De skeletten van het echtpaar kwamen in het beheer van de provincie, nadat ze in 1967 aan de noordzijde van de Engelmunduskerk in Oud Velsen buiten de kerk werden opgegraven. De reconstructies zijn gemaakt door fysisch antropoloog Maja d'Hollosy. Willem ziet er beduidend jonger uit dan zijn echtgenote. De reden was dat hij al op 59-jarige leeftijd stierf, in 1285, terwijl Hillegonda 17 jaar later overleed, ze was toen 72. Het tv-programma Klokhuis liet op 14 april 2011 beelden van de reconstructie zien. Anno 2015 bevinden de reconstructies zich in Huis van Hilde.